# I crochet à gauche
Cette page contient des caractères spéciaux ou non latins. S’ils s’affichent mal (▯, ?, etc.), consultez la page d’aide Unicode.
Le i crochet à gauche, , est une lettre additionnelle de l’écriture latine qui est utilisée dans la transcription Teuthonista du Tiroler Dialektarchiv.

## Utilisation
La version de la transcription phonétique Teuthonista du Tiroler Dialektarchiv utilise l’i crochet à gauche comme symbole phonétique.

Transcription de paie (Biene, « abeille ») d’Innervillgraten dans Tiroler Dialektarchiv.

## Représentations informatiques
L’i crochet à gauche n’a pas été codé de manière standardisée et n’a pas de caractère Unicode. L’édition numérique du Tiroler Dialektarchiv utilise le i avec un demi-rond droit suscrit ‹ i͑ › (U+0069, U+0352) avec la forme adéquate dans des polices de caractères spécialisées comme Antonia Phonetic.
Le iota culbuté avec un point suscrit ‹ ℩̇ › (composé des caractères du iota culbuté, U+2129, et du diacritique point en chef, U+0307) a une apparence similaire.